# ویجا (فیلم ۲۰۱۴)
ویجا (به انگلیسی: Ouija) فیلمی فراطبیعی ترسناک به کارگردانی استیلس وایت محصول سال ۲۰۱۴ آمریکا است. از بازیگران این فیلم می‌توان به اولیویا کوک، آنا کوتو، دارن کاگاسف، داگلاس اسمیت و بیانکا سانتوس اشاره کرد. ویجا در تاریخ ۲۴ اکتبر ۲۰۱۴ در ایالات متحده به نمایش درآمد.

## داستان
لین موریس (اولیویا کوک) جوان، بهترین دوست خود یعنی دبی (شلی هنینگ) را از دست می‌دهد و خود را در مصیبتی بزرگ می‌بیند. لین که نمی‌تواند شرایط و دلایل مرگ «دبی» را قبول کند و آن‌ها را ناعاقلانه می‌داند، شروع به جستجو برای یک پاسخ می‌کند و به زودی یک تخته بازی ویجا را که قدیمی و باستانی است را در بین وسایل دبی پیدا می‌کند.
لین به یاد می‌آورد که او و دبی در کودکی، این بازی را انجام می‌دادند. پس او به امید برقرای ارتباط با روح دوست قدیمی‌اش، دوست دیگر خود ایزابل (بیانکا سانتوس)، خواهر خود سارا (آنا کوتو)، ترور (دارن کاگاسف) و پیت (دوگلاس اسمیت) را برای بازی فرا می‌خواند. اما پس از مدتی شرایط شروع به بدتر شدن می‌کند و «لین» و دوستانش در می‌یابند که درگاهی را برای ورود روحی بدخواه گشوده‌اند که به زودی به سراغ همهٔ آن‌ها خواهد آمد.

## دنباله فیلم
دنباله‌ای بر این فیلم با عنوان ویجا ۲ به کارگردانی مایک فلانگن در سال ۲۰۱۶ بر روی پرده سینما رفت.